# Целинский (совхоз)
«Цели́нский» — один из первых зерновых совхозов, созданный в 1934 году советской властью с целью значительного увеличения производства зерна в СССР.
В настоящее время сельскохозяйственный производственный кооператив «Целинский» (Целинский район Ростовской области) имеет 18 тысяч гектаров земли, в том числе 16,8 тысяч гектаров пашни. В хозяйстве работает 410 человек. СПК занимается как растениеводческой, так и животноводческой деятельностью. В растениеводстве специализируется на производстве перспективных, высококачественных сортов зерновых и подсолнечника.

## История
История совхоза «Целинский» началась в феврале 1934 года, когда 11 февраля крупнейший в то время в стране совхоз «Гигант» приказом Народного Комиссариата зерновых и животноводческих совхозов был разделен на 4 совхоза: «Гигант», «Сальский», «Целинский» и «Юловский».
В первые годы своего существования совхоз располагал довольно мощной по тем временам техникой. В совхозе имелись: 71 колесный трактор типа ХТЗ и «Ланц»; 44 гусеничных тракторов — ЧТЗ и «Катерпиллер»; много прицепных орудий; 79 комбайнов («Коммунар», «Сталинец», «Оливер») и 11 виндроуэров; 24 автомашины (АМО, ЗИС, ГАЗ, ЯГ) и другая техника.
Приказом № 59 от 30 апреля 1970 года ордена Ленина зерносовхоз «Целинский» был переименован в «Целинское» опытно-производственное хозяйство ДЗНИИСХ (Донской зональный научно-исследовательский институт сельского хозяйства). Позже «Целинское» ОПХ ДЗНИИСХ было переименовано в ордена Ленина совхоз «Целинский».
В постсоветские годы «Целинский» еще дважды менял своё юридическое название — 11 декабря 1991 года совхоз превратился в ТОО, а 29 июня 1998 года — стал СПК.

## Руководители
Первым директором хозяйства был назначен опытный руководитель, старый большевик, член партии с 1920 года — Илья Иванович Соппа, старшим агрономом — молодой специалист Евгений Иванович Зайцев, только что окончивший Новочеркасский сельскохозяйственный институт.
Хозяйством руководили:
- 1934—1938 — И. И. Соппа,
- 1938—1939 — Л. И. Смирнов,
- 1939—1943 — А. П. Левченко,
- 1942—1951 — П. К. Бабминдра,
- 1951—1961 — С. С. Смольников,
- 1961—1972 — Я. Г. Чепель,
- 1973—1991 — Е. И. Гончаров,
- 1991 года и по нынешнее время — Б. Н. Сорокин (доктор сельскохозяйственных наук, заслуженный работник сельского хозяйства РФ).

## Известные работники
- Сухорученко, Пётр Николаевич — Герой Социалистического Труда (1966).
- Тюфтяков, Павел Трофимович — Герой Социалистического Труда (1948).
- Шавырин, Анатолий Тихонович — Герой Социалистического Труда (1967).

## Награды
- В 1940 году зерносовхоз «Целинский» получил высшую правительственную награду — орден Ленина (за высокие показатели в производстве и выполнение плана сдачи продукции государству за 1937—1938 годах).
- В 1948 году пять работников совхоза были удостоены высокого звания Героя Социалистического Труда: директор П. К. Бамбиндра, старший агроном Б. В. Евстратов, управляющие отделением Н. В. Веретенников, П. Т. Тюфтяков и полевод К. П. Афанасьев.
- В 1958 году ордена Ленина совхоз «Целинский» был представлен для показа на Всемирной сельскохозяйственной выставке в Брюсселе за получение самого дешёвого в мире хлеба.

## Память
- Целинским краеведом — Семёном Кузьмичем Дебёлым была подготовлена книга: «История создания и развития ордена Ленина совхоза „Целинский“ (1934—1967 гг.)»[2].